# Tremaine Fowlkes
Tremaine Fowlkes (Los Angeles, 11 aprile 1976) è un ex cestista statunitense, professionista nella NBA.

## Carriera
È stato selezionato dai Denver Nuggets al secondo giro del Draft NBA 1998 (54ª scelta assoluta).

## Statistiche

### College
| Anno      | Squadra             | PG | PT | MP   | TC%  | 3P%  | TL%  | RP   | AP  | PRP | SP  | PP   |
| --------- | ------------------- | -- | -- | ---- | ---- | ---- | ---- | ---- | --- | --- | --- | ---- |
| 1994-1995 | Calif. G. Bears     | 27 | 9  | 25,9 | 45,5 | 30,4 | 63,9 | 6,7  | 1,0 | 0,7 | 0,6 | 13,4 |
| 1995-1996 | Calif. G. Bears     | 13 | 7  | 27,0 | 39,8 | 30,0 | 69,1 | 6,2  | 0,5 | 0,6 | 0,4 | 12,1 |
| 1997-1998 | Fresno St. Bulldogs | 32 | -  | 28,3 | 49,1 | 16,2 | 63,6 | 11,2 | 1,0 | 1,6 | 0,3 | 13,9 |
| Carriera  | Carriera            | 72 | 16 | 27,2 | 46,1 | 26,3 | 64,7 | 8,6  | 0,9 | 1,1 | 0,4 | 13,4 |

### NBA

#### Regular Season
| Anno       | Squadra         | PG  | PT | MP   | TC%  | 3P%  | TL%  | RP  | AP  | PRP | SP  | PP  |
| ---------- | --------------- | --- | -- | ---- | ---- | ---- | ---- | --- | --- | --- | --- | --- |
| 2001-2002  | L.A. Clippers   | 22  | 17 | 15,6 | 39,1 | -    | 77,4 | 2,9 | 0,8 | 0,5 | 0,0 | 3,4 |
| 2002-2003  | L.A. Clippers   | 37  | 10 | 15,5 | 43,8 | 22,2 | 84,7 | 2,8 | 0,6 | 0,7 | 0,1 | 4,4 |
| 2003-2004† | Detroit Pistons | 36  | 0  | 7,3  | 31,3 | 12,5 | 72,2 | 1,5 | 0,4 | 0,3 | 0,1 | 1,2 |
| 2004-2005  | Indiana Pacers  | 8   | 0  | 7,0  | 52,9 | 33,3 | 0,0  | 1,0 | 0,0 | 0,3 | 0,0 | 2,4 |
| Carriera   | Carriera        | 103 | 27 | 12,0 | 40,9 | 20,0 | 79,1 | 2,2 | 0,5 | 0,5 | 0,1 | 2,9 |

## Palmarès
- All-IBL First Team (2000)
- All-NBDL First Team (2002)